# Biografielijst As

## As
- Dineke van As-Kleijwegt (1942), Nederlands politica
- Filip van As (1966), Nederlands politicus
- Gerard van As (1944), Nederlands politicus
- Gerrit van As (1902-1942), Nederlands verzetsstrijder in WOII
- Naomi van As (1983), Nederlands hockeyster
- Pieter van As (1899-1942), Nederlands verzetsstrijder in WOII

## Asa
- Nobuharu Asahara (1972), Japans atleet
- Shoko Asahara (1955), Japans sekteleider
- Miyoko Asahina (1969), Japans atlete
- Tomoyasu Asaoka (1962-2021), Japans voetballer
- Nana Asare (1986), Ghanees voetballer
- Junko Asari (1969), Japans atlete
- Charles Asati (1946), Keniaans atleet

## Asc

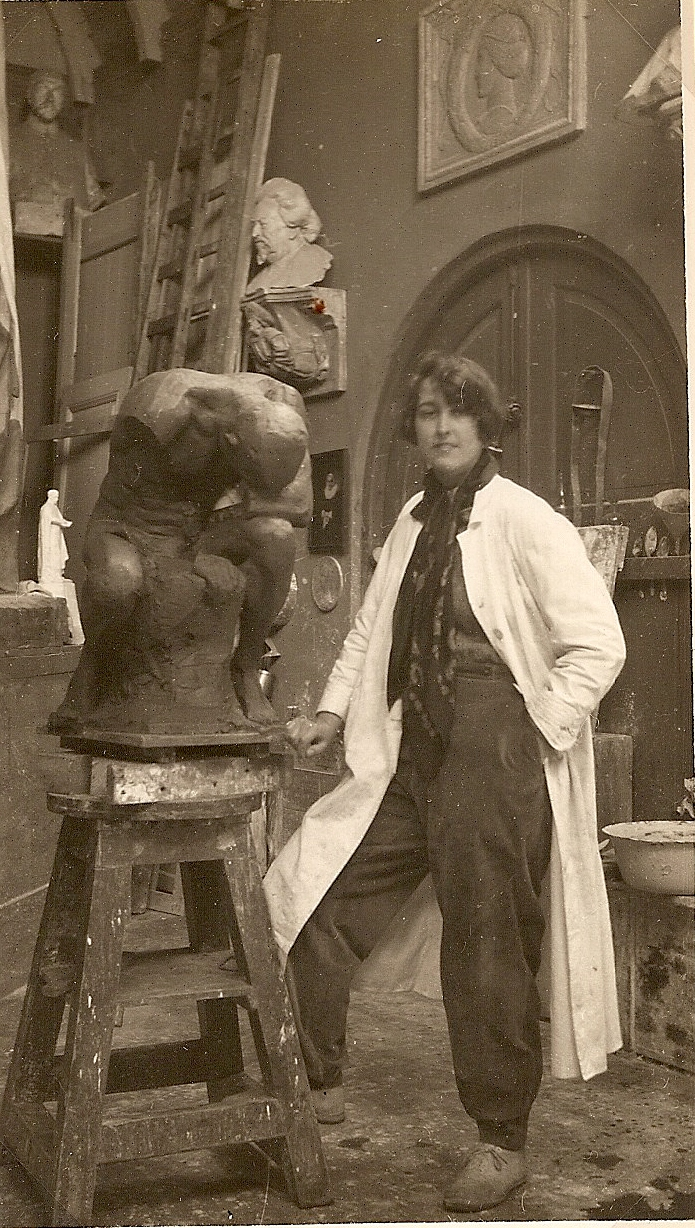
Cornélie Caroline van Asch van Wijck

- Alberto Ascari (1918-1955), Italiaans autocoureur
- Josef Aschbacher (1962), Oostenrijkse ruimteonderzoeker en manager
- Cornélie Caroline van Asch van Wijck (1900-1932), Nederlands beeldhouwer
- Rutger von Ascheberg (1621-1693), Zweeds gouverneur en maarschalk
- Thierry Ascione (1981), Frans tennisser

## Asf
- Gashaw Asfaw (1978), Ethiopisch atleet

## Asg
- Sara Dögg Ásgeirsdóttir (1976), IJslands actrice

## Ash

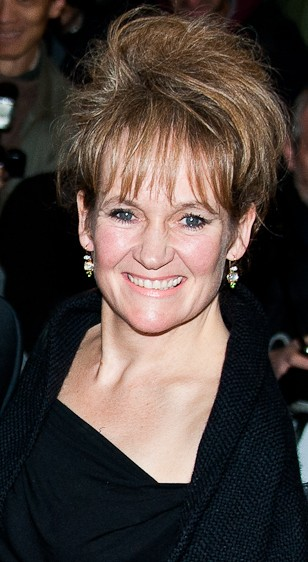
Lorraine Ashbourne, 2013

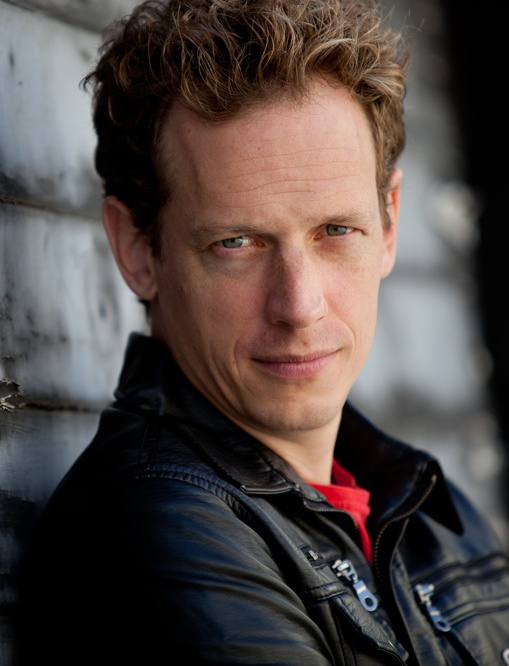
John Asher

- John Ashbery (1927-2017), Amerikaans dichter
- Lorraine Ashbourne (1961), Brits actrice
- Jeffrey S. Ashby (1954), Amerikaans ruimtevaarder
- Billy Ashcroft (1952), Engels voetballer
- Jimmy Ashcroft (1878-1943), Engels voetbaldoelman
- John Ashcroft (1942), Amerikaans politicus
- Paddy Ashdown (1941-2018), Brits politicus
- Arthur Ashe (1943-1993), Amerikaans tennisser
- Horace Ashenfelter (1923-2018), Amerikaans atleet
- John Asher (1971), Amerikaans acteur, filmproducent, filmregisseur en scenarioschrijver
- Dina Asher-Smith (1995), Brits atlete
- Ron Asheton (1948-2009), Amerikaans gitarist en songwriter
- Emma Louise Ashford (1850-1930), Amerikaans componist
- Evelyn Ashford (1957), Amerikaans atlete
- Hideyuki Ashihara (1944-1995), Japans karateka
- Zaid Ashkanani (1994), Koeweits autocoureur
- Arthur Ashkin (1922-2020), Amerikaans natuurkundige en Nobellaureaat
- Nickel Ashmeade (1990), Jamaicaans atleet
- John Ashton (1948-2024), Amerikaans acteur
- Jessica Ashwood (1993), Australisch zwemster
- Gerald Ashworth (1942), Amerikaans atlete

## Asi
- Delilah Asiago (1972), Keniaans atlete
- Isaac Asimov (1920-1992), Amerikaans schrijver en wetenschapper
- Tommy Asinga (1968), Surinaams atleet

## Asj
- Vladimir Asjkenazi (1937), Russisch pianist en dirigent

## Ask
- Anton Aškerc (1856-1912), Sloveens dichter
- Dave Askew (1963), Engels darter
- Oliver Askew (1996), Amerikaans autocoureur
- Kjell Askildsen (1929-2021), Noors schrijver

## Asm
- Feike Asma (1912-1984), Nederlands organist
- Yared Asmerom (1980), Eritrees atleet
- Svend Asmussen (1916-2017), Deens jazzviolist

## Asn
- Ed Asner (1929-2021), Amerikaans acteur

## Aso
- Taro Aso (1940), Japans politicus (onder andere premier)

## Asp
- Pieter Aspe (1953-2021), Vlaams schrijver
- Hans Asperger (1906-1980), Oostenrijks kinderarts
- Alex Asperslagh (1901-1984), Nederlands schilder, glazenier en keramist
- Henk Asperslagh (1906-1964), Nederlands schilder, glazenier en monumentaal kunstenaar
- Lou Asperslagh (1893-1949), Nederlands graficus, glazenier, kunstschilder, tekenaar, etser en dichter
- Carl-Erik Asplund (1923-2024), Zweeds schaatser
- Jandino Asporaat (1981), Antilliaans stand-upcomedian

## Asq
- Anthony Asquith (1902-1968), Brits regisseur, producent en acteur

## Asr
- Karen Asrian (1980-2008), Armeens schaker

## Ass

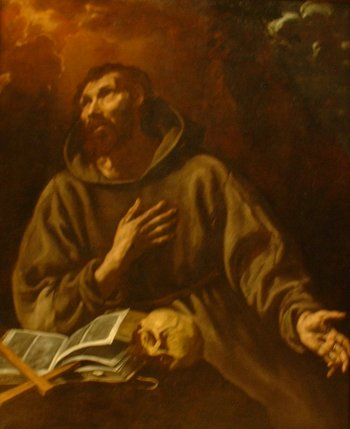
Franciscus van Assissi

- Bashar al-Assad (1965), president van Syrië
- Bassel al-Assad (1962-1994), Syrisch militair
- Hafiz al-Assad (1929-2000), president van Syrië
- Maher al-Assad (1967), Syrisch generaal
- Jawad al-Assadi (1947), Iraaks toneelregisseur en dichter
- Boris Assafiev (1884-1949), Russisch componist
- Roberto Assagioli (1888-1974), Italiaans psychiater en psychotherapeut
- Oussama Assaidi (1988), Nederlands voetballer
- Julian Assange (1971), Australisch journalist, programmeur en internetactivist
- Bibisara Assaubayeva (2004), schaakster uit Kazachstan
- Anthony van Assche (1989), Nederlands gymnast
- Abraham Asscher (1880-1950), Nederlands diamantair en politicus
- Benjamin Jacques Asscher (1925-2008), Nederlands jurist, advocaat en rechter
- Sofia Assefa (1987), Ethiopisch atlete
- Tigst Assefa (1996), Ethiopisch atlete
- Roger Asselberghs (1925-2013), Belgische jazzsaxofonist en - klarinettist
- Hannes van Asseldonk (1992), Nederlands autocoureur
- Frank Asselman (1972), Belgisch atleet
- Vivienne van den Assem (1983), Nederlands actrice
- Albert van Assen (1940-2006), Nederlands bedrijfskundige en organisatieadviseur
- Ronald Assen (1947), Surinaams politicus
- Gerrit van Assendelft (1487-1558), raadsheer en president van het Hof van Holland
- Pascal van Assendelft (1979), Nederlands atlete
- Carel Daniël Asser (1813-1890), Nederlands rechter
- Daan Asser (1945), Nederlands jurist
- Eli Asser (1922-2019), Nederlands tekstschrijver
- Tobias Asser (1838-1913), Nederlands minister van staat en Nobelprijswinnaar
- Franciscus van Assisi (circa 1181-1226), Italiaans heilige
- Christoffel d'Assonleville (1528-1607), Zuid-Nederlands politicus, diplomaat en jurist
- Assur-dan II, koning van Assyrië (934-911 v.Chr.)

## Ast

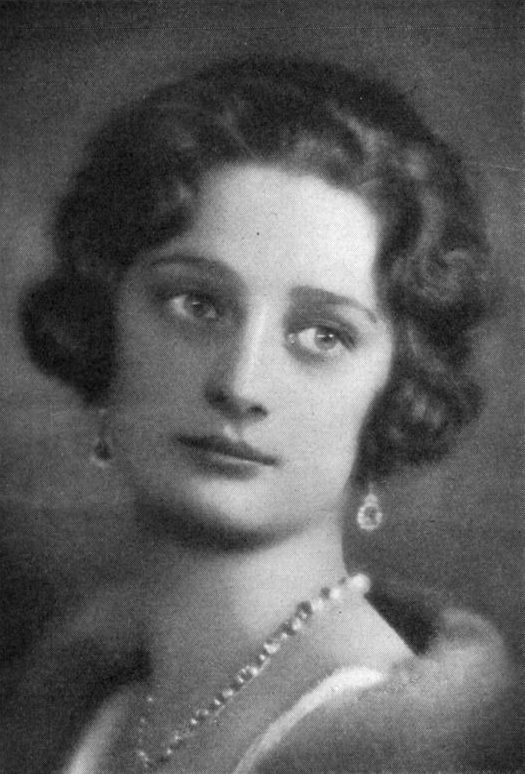
Astrid, koningin van België

- Liesbeth van Ast (1960), Nederlands atlete
- René van Ast (1938-1985), Nederlands cellist
- Fred Astaire (1899-1987), Amerikaans danser
- Nadzeja Astaptsjoek (1980), Wit-Russisch atlete
- Shay Astar (1981), Amerikaans actrice
- Igor Astarloa (1976), Spaans wielrenner
- Mikel Astarloza (1979), Spaans wielrenner
- Stefano D'Aste (1974), Italiaans autocoureur
- Leopold van Asten (1976), Nederlands springruiter
- René van Asten (1950), Nederlands acteur
- Nils Asther (1897-1981), Zweeds acteur
- Adriana Asti (1931-2025), Italiaans actrice
- John Astin (1930), Amerikaans acteur
- Mackenzie Astin (1973), Amerikaans acteur
- Sean Astin (1971), Amerikaans acteur, regisseur en producent
- Francis William Aston (1877-1945), Brits scheikundige en Nobelprijswinnaar
- Michael Antony (Mick) Aston (1946-2013), Brits archeoloog
- William (Bill) Aston (1900-1974), Brits autocoureur
- Nancy Astor (1879-1964), Brits politica en feministe
- Davide Astori (1987-2018), Italiaans voetballer
- Astrid (1905-1935), koningin van België
- Astrid (1962), Belgisch prinses
- Astrid van Noorwegen (1932), Noors prinses
- Jean Astruc (1684-1766), Frans arts en natuurkundige
- Miguel Ángel Asturias (1899-1974), Guatemalteeks schrijver/dichter